# Liste des circonscriptions législatives du Jura
Le département français du Jura est, sous la Cinquième République, constitué de deux circonscriptions législatives de 1958 à 1986, puis de trois circonscriptions depuis le redécoupage de 1986, ce nombre étant maintenu lors du redécoupage de 2010, entré en application à compter des élections législatives de 2012.

## Présentation
Par ordonnance du 13 octobre 1958 relative à l'élection des députés à l'Assemblée nationale, le département du Jura est d'abord constitué de deux circonscriptions électorales. 
Lors des élections législatives de 1986 qui se sont déroulées selon un mode de scrutin proportionnel à un seul tour par listes départementales, le nombre de sièges du Jura a été porté de deux à trois.
Le retour à un mode de scrutin uninominal majoritaire à deux tours en vue des élections législatives suivantes, a maintenu ce nombre de trois sièges,, selon un nouveau découpage électoral.
Le redécoupage des circonscriptions législatives réalisé en 2010 et entrant en application à compter des élections législatives de juin 2012, n'a modifié ni le nombre ni la répartition des circonscriptions du Jura.

## Composition des circonscriptions

### Composition des circonscriptions de 1958 à 1986
À compter de 1958, le département du Jura comprend deux circonscriptions regroupant les cantons suivants :
- 1re circonscription : Arinthod, Beaufort-du-Jura, Bletterans, Les Bouchoux, Clairvaux-les-Lacs, Conliège, Lons-le-Saunier, Moirans-en-Montagne, Morez, Orgelet, Saint-Amour, Saint-Claude, Saint-Julien, Saint-Laurent-du-Jura, Sellières, Voiteur.
- 2e circonscription :  Arbois, Champagnole, Chaumergy, Chaussin, Chemin, Dampierre, Dole, Gendrey, Montbarrey, Montmirey-le-Château, Nozeroy, Les Planches-en-Montagne, Poligny, Rochefort-sur-Nenon, Salins-les-Bains, Villers-Farlay.

### Composition des circonscriptions depuis 1988
À compter du découpage de 1986, le département du Jura comprend trois circonscriptions regroupant les cantons suivants :
- 1re circonscription : Arinthod, Beaufort, Bletterans, Chaumergy, Conliège, Lons-le-Saunier-Nord, Lons-le-Saunier-Sud, Orgelet, Poligny, Saint-Amour, Saint-Julien, Sellières, Voiteur.
- 2e circonscription : Les Bouchoux, Champagnole, Clairvaux-les-Lacs, Moirans-en-Montagne, Morez, Nozeroy, Les Planches-en-Montagne, Saint-Claude, Saint-Laurent-en-Grandvaux.
- 3e circonscription : Arbois, Chaussin, Chemin, Dampierre, Dole-Nord-Est, Dole-Sud-Ouest, Gendrey, Mont-sous-Vaudrey[8], Montmirey-le-Château, Rochefort-sur-Nenon, Salins-les-Bains, Villers-Farlay.